# Lac Mondonac
Pour les articles homonymes, voir Mondonac.
Le Lac Mondonac (variante "Mondonak") est constitué par un élargissement de la rivière Mondonac. Ce lac est situé en partie dans le territoire de la Zec Frémont, à la limite sud de la Haute-Mauricie, près de la limite de la région de Lanaudière, de l'Outaouais, des Laurentides et de la Mauricie, au Québec, au Canada.

## Géographie
Le lac Mondonac est situé à 10 km (en ligne directe) au nord-est du lac Kempt (Matawinie) et à 56 km au nord du Réservoir Taureau. L'embouchure du lac Mondonac est située à 85 km à l'ouest de La Tuque. D'une longueur de 15 km et d'une largeur maximale de 6 km (à cause d'une grande baie du côté nord-ouest), le lac Mondonac a une superficie de plus de 23 km². Il est situé dans la partie sud-ouest du canton de Sincennes. Le lac Mondonac dont la profondeur atteint les 100 m, recueille les eaux de plusieurs plans d'eau environnant, notamment le lac Salone, son voisin du côté sud-est et dont l'embouchure est à 10,5 km de la partie sud du lac Mondonac. Ce dernier recueille les eaux d'une dizaine de lacs plus hauts dont : Crane, Miror, du Sarrasin, de la Rosette, Comfort, Cormoran et Kasesekatikwakawarik.
L'embouchure du lac Mondonac est située au fond d'une longue baie au nord-est. La rivière Mondonac qui constitue l'émissaire du lac, coule vers le nord en recueillant les eaux du Lac Sincennes, puis se déverse dans le Lac Châteauvert (La Tuque). En mai 2010, un important feu de forêt est survenu autour du lac Mondonac.
Barrage Mondonac
Propriété d'Hydro-Québec, le barrage à l'embouchure du lac Mondonac dans la Zec Frémont est considéré à forte capacité. Il est surtout utilisé pour la faune. D'une hauteur de 3,2 m. et d'une hauteur de retenue de 2,6 m., ce barrage a été initialement construit en 1944, et modifié en 1998. Il a été construit avec des caissons de bois, remplis de pierres, et les fondations s'appuient sur le roc. La superficie du bassin versant est de 328 km². Sa capacité de retenu est de 60 138 000 m³. La superficie du réservoir est de 2313 ha. La longueur de l'ouvrage est de 30 m.

## Toponymie
Ce toponyme Mondonac tire son origine d'un mot algonquin signifiant "région des âmes ou des esprits".
Le spécifique Mondonac – ou sa variante graphique Mondonak – figure sur divers documents au moins depuis la seconde moitié du XIXe siècle. Le rapport des arpenteurs L.-A.-O. Arcand et E. B. Temple de 1869 indiquent la désignation "Rivière Mondenak". Tandis que le plan régional de l'arpenteur Arcand en 1870, indique "Lac Mondonac". Ce plan d'eau est aussi désigné "lac Ktsi Môdonagok", le grand Mondonakw en abénaquis, et Mantonoko, lac aux monstres marins en atikamekw. Selon la mythologie amérindienne, plusieurs créatures imaginaires auraient habité ce lac qui est situé entièrement en régions forestières.
Le toponyme "Lac Mondonac" a été inscrit le 5 décembre 1968 à la Banque des noms de lieux de la Commission de toponymie du Québec.

## Superstition
Selon une superstition ancienne, si on montre du doigt une île spécifique de ce lac qui est "pas mal éloignée des bords", une grande tempête s'élève sur le lac.